# Großensee, Mönchsteich, Stenzer Teich
Großensee, Mönchsteich, Stenzer Teich este o arie protejată (arie specială de conservare — SAC, sit de importanță comunitară — SCI) din Germania întinsă pe o suprafață de 177 ha, integral pe uscat.

## Localizare
Centrul sitului Großensee, Mönchsteich, Stenzer Teich este situat la coordonatele 53°37′32″N 10°21′12″E / 53.6256°N 10.3533°E.

## Înființare
Situl Großensee, Mönchsteich, Stenzer Teich a fost declarat sit de importanță comunitară în septembrie 2004 pentru a proteja 1 specie de plante și 1 specie de animale. Situl a fost protejat și ca arie specială de conservare în ianuarie 2010.

## Biodiversitate
Situată în ecoregiunea continentală, aria protejată conține 4 habitate naturale: Ape stătătoare oligotrofe până la mezotrofe, cu vegetație de Littorelletea uniflorae și/sau de Isoëto-Nanojuncetea, Pajiști cu Molinia pe soluri calcaroase, turboase sau argilos-nămoloase (Molinion caeruleae), Păduri de fag Luzulo-Fagetum, Păduri acidofile de stejar bătrân cu Quercus robur pe câmpii nisipoase.
La baza desemnării sitului se află mai multe specii protejate:
- plante (1): Luronium natans
- mamifere (1): vidră de râu (Lutra lutra)